# Rhampholeon nchisiensis
Espèce
Synonymes
- Brookesia nchisiensis Loveridge, 1953

Statut de conservation UICN

 LC  : Préoccupation mineure
Rhampholeon nchisiensis est une espèce de sauriens de la famille des Chamaeleonidae.

## Répartition
Cette espèce se rencontre au Malawi et dans le sud de la Tanzanie jusqu'à 1 800 m d'altitude.

## Étymologie
Son nom d'espèce, composé de nchisi et du suffixe latin -ensis, « qui vit dans, qui habite », lui a été donné en référence au lieu de sa découverte, le mont Nchisi.

## Publication originale
- Loveridge, 1953 : Herpetological results of the Berner-Carr entomological survey of the Shire Valley, Nyasaland. Quarterly Journal of the Florida Academy of Sciences, vol. 16, no 3, p. 139-150 (texte intégral).